# Casa de La Tremoille
La Casa de La Trémoïlle es una familia noble francesa de Poitou cuyo nombre proviene del pueblo La Trimouille en el departamento de Vienne. Esta familia se conoce desde mediados del siglo XI, y desde el siglo XIV sus miembros han destacado en la historia de Francia como nobles, líderes militares y cruzados, e influyentes como líderes políticos, diplomáticos, hugonotes y cortesanos. La rama principal se extinguió en 1933, mientras que las herederas de línea del último duque han mantenido vivo el apellido La Trémoïlle en Bélgica, así como las hijas del décimo Duque de Thuars en Francia.

## SiglosXIyXII
Pierre, el primer  señor  (o  sire ) conocido de La Trémoïlle, se estableció en Poitou y murió después de 1040. Su descendiente, Guy, acompañó a Godefroy de Bouillon a Tierra Santa como  cruzado en 1096. A su regreso, hizo reconstruir la abadía de Reims y murió después de 1145. Su hijo, Guillaume, se unió a la expedición de Luis VII de Francia a Tierra Santa como cruzado. El bisnieto de Guillaume, Thibaut, cruzó junto a  St. Louis, y fue asesinado, junto con tres de sus hijos, el 8 de febrero de 1250 en la batalla de Mansoura en Egipto.

## SiglosXIIIyXIV
En 1269, otro Guy de La Trémoïlle, que está numerado "I" en el linaje familiar, rindió homenaje a su liege,  Alphonse, Count of Poitou, y murió en algún momento después de 1301. Guy IV (m. 1350), falleció antes que su padre, Guy III, y fue designado Gran Panetier de Francia. Su hijo, Guy V (1346-1398), fue llamado "El Valiente" según Père Anselme, siendo un guerrero de renombre, el confidente de Philip the Hardy de Borgoña, y luego consejero en el servicio de Carlos VI de Francia, cuyo Oriflamme llevó a la batalla contra los ingleses en 1382. Viajó con Luis II, duque de Borbón en una cruzada a África, y murió en Rodas  en camino a Francia, habiendo sido rescatado en 1396 luego de ser encarcelado en Nicopolis. Su hijo George (1382-1444) se convirtió en Gran Chambelán de Francia en 1406 y esposo en 1416 de Juana II, condesa de Auvernia, por lo tanto adquiriendo también los condados de Boulogne y Guînes. Se cree que su rivalidad con  Arthur de Richemont, en lugar de la hostilidad hacia Joan of Arc, ralentizó el impulso de su cruzada contra los ingleses, lo que les permitió capturarla y quemarla en la estaca en 1423. Pernoud, Marie-Véronique y Clin, Régine.  El ascenso de su familia a la riqueza y al poder lo convirtió en un objetivo, y fue rescatado después de la captura tres veces; después de la Batalla de Agincourt, una vez más por los ingleses, y en Chinon, de donde fue sacado del lado del rey y prisionero en Montrésor.

## sigloXVyXVI
Su nieto Luis II (1460-1525), mandó a las tropas francesas en la conquista de Lombardía para Luis XII. Derrotado y herido luchando contra Suiza en Novarra en 1513, redimió su reputación al levantar el asedio de Marsella contra el  Constable de Bourbon ' s  Imperial tropas en 1523 antes de ser asesinado en la Batalla de Pavía en 1524. En 1485 se casó con el   princesse du sang  Gabrielle de Bourbon, hija de  Louis I, conde de Montpensier, casándose posteriormente con la hija de Cesare Borgia. Heredó de su madre Marguerite d'Amboise, vicomtesse de Thouars, el título," príncipe de Talmond ", que Du Cange señaló, en su" Glossarium mediæ et infimæ latinitatis ", se había adjuntado a una  allodial  seigneurie  en Vendée. Fue su nieto, François de La Trémoïlle (1505-1541), quien sucedió a Luis II en sus títulos, su padre Charles, príncipe de Talmond (1486- 1515), habiendo sido asesinado en la Batalla de Marignano. Fue hecho prisionero en la batalla de Pavía en la que mataron a su abuelo, pero posteriormente fue rescatado. François se casó con la heredera  Anne de Laval en 1521, quien finalmente llevó a sus descendientes el barco pretendiente a un trono real. Sus dos hijos menores, George (fallecido en 1584) y Claude (fallecido en 1566) fundaron, respectivamente, las ramas del marqués de Royan (extinto en 1698) y de los duques de Noirmoutier (extinto en 1733).
El hijo mayor de François de La Trémoïlle, Louis III (1521-1577), fue el primero de su familia en obtener el estatus ducal cuando  Carlos IX.

## Reclamación al reino de Nápoles
En el siglo XVII, la familia La Trémoïlle reclamó el trono del Reino de Nápoles. Henry de La Trémoïlle, en representación de su bisabuela Anne de Laval (1505-1554), esposa de  François de la Trémoïlle, fue el único heredero de Federico de Aragón, rey de Nápoles. Fernando I de Nápoles (1423-1494), un hijo ilegítimo de Alfonso V de Aragón, Rey de las Dos Sicilias, logró convertirse en rey de Nápoles en 1458, aunque a su muerte su hijo  Alfonso II (1452-1504) fue expulsado por Francia. El único hijo legítimo de Alfonso II, Carlota de Aragon (1480-1506), se casó en 1500 con Nicolas de Montmorency, conde de Laval. Su hija menor, Anne, se casó en 1521 con Louis I de La Trémoïlle, vizconde de Thouars. Por esta conexión, La Trémoïlle reclamó el título de "Príncipe de Tarento", junto con la herencia de Montmorency-Laval (había pasado a la familia Rieux a la muerte de Guy XVI en 1531, luego a través de Claude de Rieux, condesa de Laval et Montfort, a François de Coligny en 1547, y en la muerte en 1605 de su nieto Guy XX, a La Trémoïlle). Henri-Charles (1599-1674), duque de Thouars, recibió la confirmación real del rango de príncipe extranjero en 1651; llevó como  armas  Trimestralmente o un chevron gules entre tres águilas azules  (La Trémoïlle), Francia, Borbón-Montpensier y Montmorency-Laval. Su hijo mayor Charles-Belgique-Hollande (1655-1709) llevaba "La Francia trimestral y las Dos Sicilias, sobre toda La Trémoïlle", el hijo menor Frédéric-Guillaume (muerto en 1739) se tituló príncipe de Talmond; adquirió el  señorío de Châtellerault y lo llevó a un ducado por su hijo en 1730, pero este último murió sin problemas en 1759 y el título de Talmond regresó a la rama más antigua. El 13 ° y último duque de Thouars, el 13 ° príncipe de Tarente y el 17 ° príncipe de Talmond murieron en 1933.
En 1643 afirmó sus derechos a esa corona  jure uxoris , y sus descendientes continuarían haciéndolo en varias conferencias diplomáticas, en vano. Luis XIII, sin embargo, reconoció la asunción del duque de La Trémoïlle de "Príncipe de Taranto" como  título de pretensión y, por patente emitida en 1629 , le otorgó a él y a su familia el rango y las prerrogativas de  príncipes étrangers  en la  corte francesa.
En 1648, Luis XIV le permitió enviar un representante para presentar sus reclamos ante el Congreso de Munster, donde se concluyó la Paz de Westfalia. Los príncipes de Tarente también buscaron sus derechos  Dinásticos fueran reconocidos en los congresos de Munster, Nijmegen y Ryswyk, pero sin éxito.

## Extinción
La rama francesa de los duques de Thouars fue extinguida por los hombres en 1933 durante la muerte accidental del príncipe Louis Jean-Marie en Inglaterra. Hoy en día, quedan tres ramas, la rama menor de Luxemburgo de los duques de Royan con el príncipe Jorge como líder (2001). La rama belga de los Príncipes de Ligne-La Trémoïlle está representada por el príncipe Jean-Charles (1946). Y la rama suiza sin título nobiliario hoy está representada por Louis-Philippe Prévost de La Trémoïlle (1927).

## Familias relacionadas
- Casa de Aragón
- Casa de Borbón (Francia, España, Parma, Dos Sicilias)
- Casa de Laval
- Casa de Luxemburgo
- Casa de Montmorency
- Casa de Orange-Nassau
- Casa de Orleans (Braganza, Borbón)
- Casa de Sajonia-Coburgo y Gotha
- Familia Spencer